# Pothos touranensis
Pothos touranensis är en kallaväxtart som beskrevs av François Gagnepain. Pothos touranensis ingår i släktet Pothos och familjen kallaväxter. Inga underarter finns listade.